# La leggenda di Al, John e Jack
La leggenda di Al, John e Jack è un film del 2002, diretto dal trio comico Aldo, Giovanni e Giacomo e da Massimo Venier; si tratta del quarto film di Aldo, Giovanni e Giacomo.
Il film si basa sulla storia dei tre gangster italo-americani Al, John e Jack, già incontrati in brevi sketch presenti all'interno dei film del trio Tre uomini e una gamba (1997) e Così è la vita (1998).
Il film ha incassato 22262559 €, risultando il terzo maggior successo commerciale del trio, dopo Chiedimi se sono felice e Così è la vita.

## Trama
New York, 1959. I tre gangster Al, John e Jack sono in un drive-in a bordo della loro auto. Tra gli spettatori c'è anche uno spietato e temuto boss della mafia italo-americana, Sam Genovese. Costui sta per uccidere un uomo, quando all'improvviso gli va di traverso un pezzo di pollo e rischia la morte per soffocamento, ma l'uomo che stava per uccidere gli salva la vita: Genovese, per gratitudine, decide di risparmiarlo. Al, incaricato da John, va a registrare tutto quanto, ma nel momento in cui i tre, seduti in macchina, devono ascoltare quanto registrato, Al prende una forte scossa elettrica e perde i sensi.
Al risveglio, si scopre che Al ha perso la memoria. John e Jack decidono quindi di raccontargli tutta la storia nella speranza che la sua memoria possa tornare. Quattro giorni prima, durante i festeggiamenti per il compleanno di Jack, quest'ultimo scarta i regali fatti dai suoi due amici: John ha scelto un libro che tratta di Caravaggio, mentre Al una pistola nuova. Jack, però, dopo un iniziale entusiasmo per il regalo di Al, dimostra subito di non saper gestire l'arma, con la quale uccide il loro gatto nel tentativo di fissare un quadro.
I tre mafiosi si rivelano inaffidabili e quasi mai in grado di portare a termine i compiti a loro assegnati. Dopo aver fallito l'ennesimo incarico, andando erroneamente ad uccidere un barbiere quando il vero bersaglio era in realtà un traditore collaboratore dell'FBI, il Boss, per punizione, decide di giocare la loro vita ai dadi ma grazie all'incompetenza in matematica di Genovese, i tre riescono a salvarsi. Genovese decide allora di dare loro un'ultima possibilità con un incarico semplice: portare l'anziana zia del Boss a visitare la città. I tre si recano al luogo dell'appuntamento ma, dopo aver individuato la donna, Jack le spara involontariamente, uccidendola, con la pistola regalatagli per il compleanno che teneva incautamente nella fondina ascellare.
I tre a questo punto devono nascondersi e decidono di farlo a casa del fratello omosessuale di Al, Herbert. Mentre cercano una soluzione, Al rivela a John che il fratello è innamorato di lui, e John, imbarazzato, lo respinge. Quella sera, finalmente, trovano una scappatoia; venuti a sapere che in serata il loro Boss avrebbe intenzione di eliminare uno scagnozzo per tradimento, decidono di incastrare Sam Genovese e “consegnarlo” all'FBI registrando tale avvenimento, per toglierlo dalla circolazione una volta per tutte. Ritornati al presente, Genovese risparmia l'uomo che doveva eliminare, mentre Al prende la scossa.
John e Jack ideano una nuova strategia: inscenare un finto attentato alla vita del Boss e salvargli la vita, fatto che li porterebbe certamente ad essere risparmiati. Il piano consiste nel far entrare Al nella stanza del Boss passando dal cornicione, eludendo così la sorveglianza delle due guardie alla porta. Una volta dentro Al si nasconderà nell'armadio, fino al momento opportuno (porterà con sé un cavo elettrico con una lampadina accesa, che Jack e John faranno spegnere quando dovrà uscire dall'armadio). A quel punto Genovese arriverà nella stanza ed ordinerà il suo solito pasto, pollo e patate fritte. Nel frattempo John e Jack nasconderanno una pistola nel vassoio del pranzo di Genovese. Una volta arrivato il cameriere, Al dovrà uscire dall'armadio, scoperchiare il vassoio, uccidere il cameriere con la pistola e dire che lui, John e Jack avevano intercettato voci su un attentato nei confronti del Boss e si erano così mossi per sventarlo.
Dopo molti dubbi, Al riesce ad arrivare all'armadio, ma tramite la televisione accesa nella camera di Genovese apprende della scomparsa di un uomo, Calogero Buccheri, affetto da un'insolita malattia, la sindrome di Quaggott, che causa la perdita della memoria ogni qualvolta egli si addormenti, e dalla foto mostrata al notiziario capisce di essere lui stesso. La vera storia viene quindi a galla: John e Jack sono in realtà due fratellastri truffatori che hanno rapito Al per farlo inconsapevolmente nascondere nella camera del Boss, inscenando un finto sequestro per denunciare Genovese ed incassare le taglie sia del mafioso che del malato.
Quando i due entrano nella camera con la polizia, Al non si trova nell'armadio. I due, ormai, si arrendono all'idea di avere contro la polizia per la falsa accusa e si preparano ad essere arrestati, quando da sotto il letto arrivano dei lamenti. Con grande sorpresa vi scoprono Al che accusa, mentendo, il Boss di averlo rapito, quindi Genovese viene arrestato.
Al decide di perdonare i due e ritorna a lavorare nella lavanderia di famiglia. Due anni dopo, John e Jack sentono alla radio l'appello del pugile professionista Hurricane Hogan (ispirato al campione Rubin Carter), che offre 5000 dollari a chiunque osi sfidarlo. Al viene nuovamente rapito e risvegliandosi sul ring, incitato da John e Jack, si prepara alla sfida: caduto subito al tappeto, perde la memoria per l'ennesima volta.

## Personaggi
- Al Caruso/Calogero Buccheri: soprannominato Al "Quattrodita" per via di una ferita da arma da fuoco al mignolo causatagli da Jack, viene inizialmente mostrato come il più isterico e serio dei tre gangster, capace di uccidere a sangue freddo e senza pietà. È il migliore amico di Johnny e non sopporta l'amico Jack per la sua stupidità. Ha un fratello omosessuale di nome Herbert. Verso la fine del film si scopre che il suo vero nome è Calogero Buccheri e che in realtà non è un sicario di Sam Genovese ma il figlio di gestori di una lavanderia, affetto da una rara malattia che gli provoca amnesia ogni volta che si addormenta, ed è stato rapito da John e Jack per poter incastrare il boss.
- Johnny Gresko/John La Paglia: soprannominato Johnny "Il bello", all'inizio appare come un tipo alquanto pignolo, nonché il più intelligente, morale e sveglio dei tre mafiosi. Spesso i suoi piani sono geniali ma falliscono per colpa di Jack che commette continuamente errori, motivo per cui John non esita a rimproverarlo e picchiarlo. Viene successivamente rivelato che in realtà sia lui che Jack non erano amici di Al, non avevano alcun legame con Genovese e non erano gangster ma erano soltanto due fratellastri truffatori; Johnny aveva architettato tutto per riscuotere sia la taglia sulla cattura del mafioso che quella per il ritrovamento dello smemorato.
- Jack Amoruso/Jack La Paglia: soprannominato Jack "Non tutte le ciambelle riescono col buco", insieme ad Al e Johnny viene descritto come uno scagnozzo di Sam Genovese, il boss della malavita di New York. È il più impulsivo, immaturo, ottuso e pigro del gruppo ed ha una predilezione per il cibo, l'alcool, le donne e le droghe, tanto che spesso Al lo chiama "impasticcomane". Nello svolgere le azioni criminali che gli vengono ordinate, commette un errore dietro l'altro, motivo per cui viene spesso duramente redarguito dai suoi due amici, in particolare da Johnny. In realtà anche lui non è un gangster al servizio di Sam Genovese, ma un truffatore che, insieme a John, suo fratellastro, ha rapito lo smemorato Calogero Buccheri per incastrare Genovese.
- Sam Genovese: soprannominato Sam "Coscia di pollo" per la sua predilezione verso il pollo fritto, è lo spietato e temuto boss della malavita di New York, nonché l'antagonista principale del film. È spesso accompagnato dal suo imponente braccio destro, Null. È il capo di Al, John e Jack e non sopporta i tre mafiosi per i continui errori che fanno, ma decide, comunque, di dare a loro un'ultima possibilità. Alla fine, si scopre che, nonostante sia veramente un boss della mafia, non è il capo di Al, John e Jack (non sapendo neanche chi siano i tre) e viene arrestato dalla polizia, che gli dava la caccia da anni, dopo essere stato incastrato dai fratellastri John e Jack con l'aiuto di Al.

## Produzione
L'idea del film venne inizialmente sviluppata tra il 1999 e il 2000, prima dell'inizio delle riprese di Chiedimi se sono felice; tuttavia il progetto fu momentaneamente interrotto poiché eccessivamente dispendioso a livello organizzativo, per essere poi ripreso l'anno seguente.
Le riprese si sono svolte per quattro settimane negli Stati Uniti nell'estate 2002 in vari quartieri della città di New York, tra cui Tribeca, SoHo, East Village e Williamsburg.
Inizialmente sarebbe stata prevista anche la comparsa della consueta collaboratrice Marina Massironi, poi annullata per via dell'indisponibilità dell'attrice.

## Riferimenti storici
- Il film in programmazione al drive-in nelle scene iniziali è La donna che visse due volte (Vertigo), pellicola di Alfred Hitchcock uscita nel 1958.[4]
- Nel film viene citato un giocatore di baseball vittima di un serio infortunio, un certo Tony Campanella: esso si ispira ad un campione realmente esistito, Roy Campanella della squadra dei Los Angeles Dodgers, che tra il 1957 ed il 1958 si infortunò in un grave incidente automobilistico e dovette chiudere la propria carriera.[4]
- L'automobile dei tre protagonisti è una Edsel Corsair del 1958, famosa per essere stata un flop commerciale.[4]

## Accoglienza

### Incassi
Il film è uscito nelle sale il 13 dicembre 2002 incassando 22262559 €, a fronte di un budget di circa 15 milioni, divenendo così il terzo maggior incasso al botteghino per il trio comico dopo Chiedimi se sono felice (2000) e Così è la vita (1998), nonché il 42º film col maggiore incasso in Italia.

## Riferimenti nella cultura di massa
Nella canzone Legame dell'album Teoria del Contrario vol. II di Dani Faiv, il rapper Ensi cita il film: "Voglio i soldi e la pistola, mica il Caravaggio". Si riferisce alla scena in cui John regala un libro del Caravaggio a Jack, che voleva però ricevere i colpi della pistola regalata da Al. Anche il rapper Salmo ha citato molte volte il film, storpiando il nome di Caravaggio con "Carabbaggio", ossia il modo in cui lo chiama Jack.

## Riconoscimenti
- 2003 – Nastro d'argento
  - Candidatura alla migliore fotografia a Arnaldo Catinari
  - Candidatura alla migliore scenografia a Eleonora Ponzoni
- 2003 – Premio Berenice
  - Migliore scenografia a Eleonora Ponzoni